# 葛井王
葛井王（ふじいおう、生没年不詳）は、奈良時代から平安時代初期にかけての皇族。位階は従四位下。

## 経歴
桓武朝前半の延暦8年（789年）无位から従五位下に直叙される。延暦19年（800年）早良親王が崇道天皇と追諡され、井上内親王が皇后に復された際、井上内親王の陵に派遣されて、皇后復位のことを報告している。
平城朝の大同3年（808年）約20年ぶりに昇進して従五位上に叙せられる。
弘仁8年（817年）正五位下に叙せられると、弘仁10年（819年）正五位上、弘仁11年（820年）従四位下と嵯峨朝後半に昇進を果たした。

## 官歴
『六国史』による。
- 延暦8年（789年） 正月6日：従五位下（直叙）
- 大同3年（808年） 11月17日：従五位上
- 弘仁8年（817年） 正月7日：正五位下
- 弘仁10年（819年） 正月7日：正五位上
- 弘仁11年（820年） 正月7日：従四位下